# 珀尔肖
珀尔肖是德国梅克伦堡-前波美拉尼亚州的一个市镇。总面积12.57平方公里，总人口939人，其中男性476人，女性463人（2011年12月31日），人口密度75人/平方公里。